# Jeff Norman
Pour les articles homonymes, voir Norman.
George Jeffrey « Jeff » Norman, né le 6 février 1945 à Leigh, est un coureur de fond anglais. Il est champion de Grande-Bretagne de fell running 1974. Il a détenu pendant près de 30 ans le record du monde du 50 000 mètres.

## Biographie
Jeff fait ses débuts en fell running en 1964 à lors de la course de Rivington Pike. Il passe un cap en 1970 et remporte ses premiers succès d'envergure. Il remporte sa première victoire à la célèbre Three Peaks Race, signe des nouveaux records aux courses de Skiddaw et du Half Nevis et remporte son marathon à Morecambe.
En 1974, il parvient à battre le champion en titre Harry Walker grâce à six victoires durant la saison pour remporter le titre de champion de Grande-Bretagne de fell running. Il remporte notamment sa cinquième victoire d'affilée à la Three Peaks Race et devient le seul homme à terminer sous la barre des 2 h 30 avant le changement de parcours l'année suivante.
Le 31 mars 1975, le remporte le Manx Moutain Marathon en établissant un nouveau record du parcours en 4 h 24 min 55 s. Le 1er juin, il remporte le titre de champion de Grande-Bretagne de marathon en s'imposant au marathon de Stoke. Invité à la première édition de Sierre-Zinal en 1974 où il termine cinquième, il retente sa chance l'année suivante. Prenant un départ prudent et pointant seulement en douzième position à Chandolin. Profitant de l'expérience du terrain, il effectue sa remontée en seconde partie de course et rattrape Albrecht Moser qui semblait se diriger vers la victoire en ayant mené les 25 premiers kilomètres. Jeff s'impose au sprint final, 26 secondes devant le Suisse.
En 1976, il ne prend pas le départ du la Three Peaks Race mais se prépare pour le marathon des Jeux olympiques d'été de 1976 où il se classe 26e en 2 h 20 min 4 s.
Il court pour l'Angleterre aux Jeux du Commonwealth de 1978 à Edmonton et termine douzième du marathon en 2 h 22 min 22 s.
Le 7 juin 1980, il court le 50 000 mètres en 2 h 48 min 6 s, améliorant de 54 secondes le record du monde de Don Richie. Son record tient près de 38 ans et est battu par l'Américain Tyler Andrews en 2018. Le 23 février 1985, il établit le record national du 50 kilomètres sur route en 2 h 53 min 21 s. Il est battu par Dan Nash en 2019.
Pas décidé à prendre sa retraite sportive, il continue de participer aux compétitions masters. En 2020, il remporte les titres de champion d'Europe master du 10 kilomètres, du semi-marathon et de course en montagne en catégorie M75.

## Palmarès

### Course en montagne
| no  | masculin          | Course                 | Longueur | Départ          | Temps           |
| --- | ----------------- | ---------------------- | -------- | --------------- | --------------- |
| 1re | Médaille d'or     | Three Peaks Race       | 37 km    | 26 avril 1970   | 2 h 48 min 11 s |
| 1re | Médaille d'or     | Course du Ben Nevis    | 14 km    | septembre 1970  | 1 h 40 min 45 s |
| 1re | Médaille d'or     | Three Peaks Race       | 37 km    | 25 avril 1971   | 2 h 36 min 26 s |
| 1re | Médaille d'or     | Three Peaks Race       | 37 km    | 30 avril 1972   | 2 h 36 min 27 s |
| 1re | Médaille d'or     | Three Peaks Race       | 37 km    | 29 avril 1973   | 2 h 31 min 58 s |
| 1re | Médaille d'or     | Three Peaks Race       | 37 km    | 28 avril 1974   | 2 h 29 min 53 s |
| 5e  | 5e                | Sierre-Zinal           | 31 km    | 11 août 1974    | 2 h 55 min 57 s |
| 1re | Médaille d'or     | Manx Mountain Marathon | 50 km    | 31 mars 1975    | 4 h 24 min 55 s |
| 1re | Médaille d'or     | Three Peaks Race       | 37 km    | 27 avril 1975   | 2 h 41 min 37 s |
| 1re | Médaille d'or     | Sierre-Zinal           | 31 km    | 10 août 1975    | 2 h 48 min 20 s |
| 2e  | Médaille d'argent | Course du Snowdon      | 15,35 km | 16 juillet 1977 | 1 h 7 min 34 s  |
| 1re | Médaille d'or     | Course du Snowdon      | 15,35 km | 21 juillet 1979 | 1 h 5 min 0 s   |
| 2e  | Médaille d'argent | Sierre-Zinal           | 31 km    | 12 août 1979    | 2 h 37 min 56 s |

### Route
| Année | Compétition                  | Lieu       | Place | Épreuve       | Temps           |
| ----- | ---------------------------- | ---------- | ----- | ------------- | --------------- |
| 1971  | Marathon de Manchester       | Manchester | 10e   | Marathon      | 2 h 16 min 45 s |
| 1971  | Marathon d'Enschede          | Enschede   | 9e    | Marathon      | 2 h 26 min 15 s |
| 1973  | Westland Marathon            | Maassluis  | 1er   | Marathon      | 2 h 18 min 12 s |
| 1974  | Polytechnic Marathon         | Chiswick   | 7e    | Marathon      | 2 h 22 min 30 s |
| 1975  | Championnats AAA de marathon | Stoke      | 1er   | Marathon      | 2 h 15 min 50 s |
| 1976  | CPC Loop Den Haag            | La Haye    | 3e    | Semi-marathon | 1 h 3 min 29 s  |
| 1976  | Championnats AAA de marathon | Rotherham  | 2e    | Marathon      | 2 h 15 min 17 s |
| 1976  | Jeux olympiques d'été        | Montréal   | 26e   | Marathon      | 2 h 20 min 4 s  |
| 1977  | Marathon de l'île de Man     | Ramsey     | 1er   | Marathon      | 2 h 41 min 6 s  |
| 1978  | Championnats AAA de marathon | Sandbach   | 2e    | Marathon      | 2 h 12 min 50 s |
| 1978  | Semi-marathon de Freckleton  | Freckleton | 1er   | Semi-marathon | 1 h 6 min 18 s  |
| 1978  | Jeux du Commonwealth         | Edmonton   | 12e   | Marathon      | 2 h 22 min 22 s |
| 1979  | Marathon de Boston           | Boston     | 17e   | Marathon      | 2 h 15 min 45 s |
| 1979  | Grand Prix d'Europe          | Bruxelles  | 6e    | Marathon      | 2 h 17 min 43 s |
| 1982  | Marathon de Manchester       | Manchester | 3e    | Marathon      | 2 h 20 min 23 s |
| 1982  | Marathon de Snowdonia        | Llanberis  | 1er   | Marathon      | 2 h 34 min 9 s  |
| 1983  | Marathon de Genève           | Genève     | 4e    | Marathon      | 2 h 17 min 59 s |
| 1983  | Marathon de Boston           | Boston     | 10e   | Marathon      | 2 h 27 min 31 s |
| 1983  | Marathon de Snowdonia        | Llanberis  | 1er   | Marathon      | 2 h 29 min 38 s |
| 1984  | Marathon de Manchester       | Manchester | 6e    | Marathon      | 2 h 22 min 19 s |
| 1985  | Marathon de Mersey           | Liverpool  | 1er   | Marathon      | 2 h 20 min 10 s |
| 1985  | Marathon de Snowdonia        | Llanberis  | 1er   | Marathon      | 2 h 28 min 2 s  |
| 1986  | Westland Marathon            | Maassluis  | 6e    | Marathon      | 2 h 16 min 13 s |
| 1986  | Marathon de Snowdonia        | Llanberis  | 1er   | Marathon      | 2 h 33 min 31 s |
| 1987  | Marathon de Snowdonia        | Llanberis  | 1er   | Marathon      | 2 h 33 min 8 s  |

## Records
| Épreuve       | Performance         | Date             | Lieu       |
| ------------- | ------------------- | ---------------- | ---------- |
| 50 000 mètres | 2 h 48 min 6 s (RN) | 7 juin 1980      | Altrincham |
| 15 kilomètres | 46 min 2 s          | 5 mai 1974       | Stoke      |
| 10 miles      | 48 min 55 s         | 15 novembre 1987 | Tipton     |
| 20 kilomètres | 1 h 1 min 26 s      | 30 juin 1974     | Manchester |
| Semi-marathon | 1 h 6 min 18 s      | 17 juin 1978     | Freckleton |
| Marathon      | 2 h 12 min 50 s     | 7 mai 1978       | Sandbach   |
| 50 kilomètres | 2 h 53 min 21 s     | 23 février 1985  | Douglas    |